# Mannaekhalli, Homnabad
Mannaekhalli là một làng thuộc tehsil Homnabad, huyện Bidar, bang Karnataka, Ấn Độ.